# Grafveld van Engelmanshoven
Het grafveld van Engelmanshoven is een Merovingisch grafveld in Engelmanshoven, een deelgemeente van Sint-Truiden.
Het grafveld, opgegraven in 1953, ligt op een heuvel, vlak bij de bron van een kleine beek die in de Herk uitmondt. Opvallend is dat de oudste graven de meeste bijgaven bevatten. Het grafveld ligt in het Engelmanshovenbos.
In graf 8 ligt een man begraven, vermoedelijk als eerste, rond het jaar 550. Het lichaam was omgord met een riem en men plaatste een aantal wapens waaronder een ango of lange werpspies, een bijl, een lans en een schild.  Men vermoedt dat het verstoorde deel van deze plek een zwaard bevatte. Een houten emmer met ijzeren beslag en een bekken uit brons vonden de archeologen aan zijn rechtervoet, naast een pot uit aardewerk en een glazen drinkschaaltje. Opvallend is verder dat rond zijn graf een aantal vrouwen en kinderen liggen met gelijkende bijgaven.
Een vrouw werd kort nadien in graf 25 begraven. Beide graven zijn dieper en waren prominenter omwille van de afstand ten opzichte van de andere graven. De afstand wijst erop dat heuvels aanwezig waren die de graven bedekten.
Het aantal begravingen op dit grafveld wijst erop dat deze groep demografisch gezien klein was en uit niet meer dan drie tot vijf families bestond. Vragen of zij contact hadden met buurgroepen, of ze christen waren en of de families vooraf contact met elkaar hadden blijven onbeantwoord.